# Helius (Helius) compactus
Helius (Helius) compactus is een tweevleugelige uit de familie steltmuggen (Limoniidae). De soort komt voor in het Oriëntaals gebied.